# Școala Ostășească
Școala Ostășească din București a fost prima instituție de învățământ militar din țările române. A fost fondată prin Porunca Domnească nr. 36 din 13 iunie 1847 a lui Gheorghe Bibescu. În baza Ordinului 2006/1847 al Dejurtfei (Ministerului de Război), la 9 septembrie 1847 încep cursurile în cazarma cavaleriei (Sfântul Gheorghe, „Malmaison”) de pe Calea Podului de pământ (Calea Plevnei de astăzi).
Școala avea ca scop să formeze ofițeri în cele trei arme ale timpului: infanteria, cavaleria și artileria. Primul director al școlii a fost locotenentul Ioan Greceanu. Efectivul școlii era format din 22 elevi.